# Brachystoma takahashii
Brachystoma takahashii är en tvåvingeart som beskrevs av Saigusa 1963. Brachystoma takahashii ingår i släktet Brachystoma och familjen Brachystomatidae. Inga underarter finns listade i Catalogue of Life.